# Maud von Großbritannien und Irland

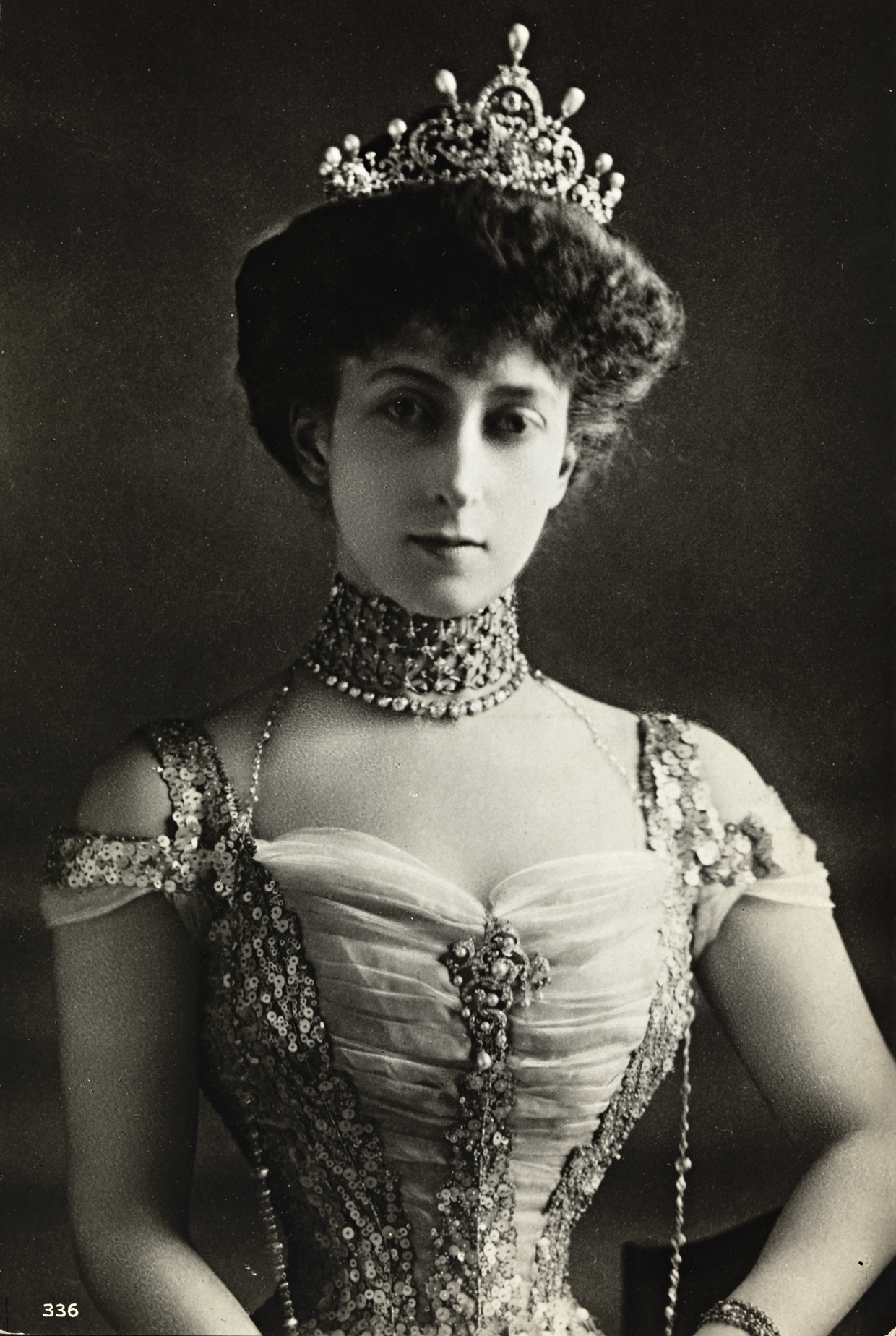
Königin Maud von Norwegen (um 1905)

Prinzessin Maud Charlotte Mary Victoria von Großbritannien und Irland, VA (* 26. November 1869 in Marlborough House, London; † 20. November 1938 ebenda), war eine britische Prinzessin und wurde durch die Heirat mit Prinz Carl von Dänemark die erste Königin des unabhängigen Königreichs Norwegen. Sie ist die Großmutter des amtierenden Königs Harald V. von Norwegen.

## Kindheit und Jugend
Maud wurde am 26. November 1869 in Marlborough House in London geboren. Sie war die jüngste Tochter von Albert Eduard, dem Fürsten von Wales, und Prinzessin Alexandra von Dänemark. Königin Victoria und Prinz Albert von Sachsen-Coburg und Gotha waren ihre Großeltern väterlicherseits. Damit war sie eine Cousine 1. Grades des deutschen Kaisers Wilhelm II. Mütterlicherseits war sie eine Enkeltochter von König Christian IX. von Dänemark und Prinzessin Louise von Hessen. Maud hatte drei Brüder, Albert Victor (1864–1892), George (1865–1936), der 1911 als Georg V. zum König von Großbritannien gekrönt wurde, und Alexander John (1871–1871), sowie zwei Schwestern, Louise (1867–1931) und Victoria (1868–1935), genannt Toria.

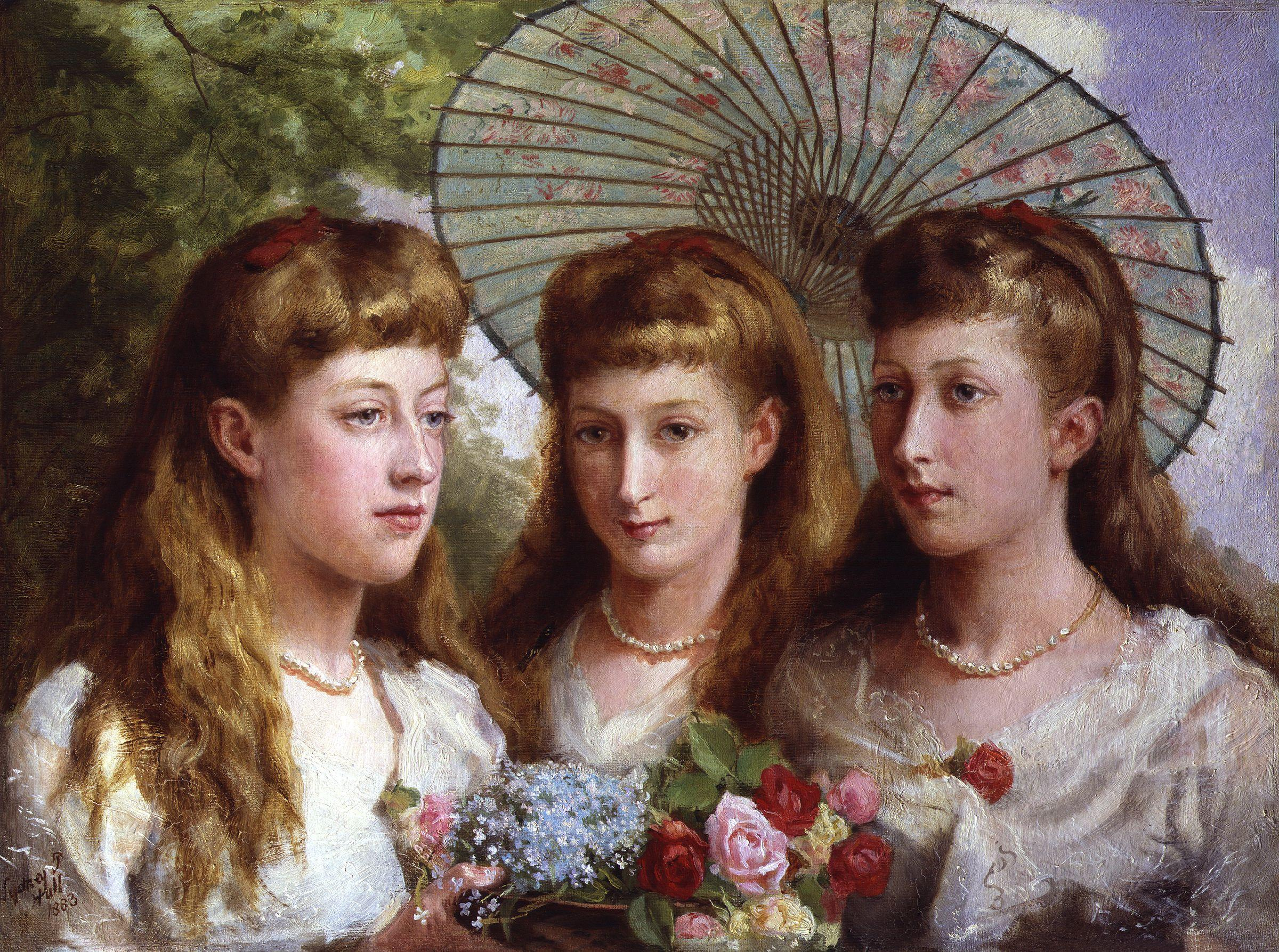
Maud (Mitte) mit ihren Schwestern Louise und Victoria, gemalt von Sydney Prior Hall (1883)

Am 24. Dezember 1869 wurde Maud vom Erzbischof von Canterbury, Charles Thomas Longley, in Marlborough House getauft. Unter ihren neun Paten waren Leopold, Duke of Albany, Kronprinzessin Louise von Dänemark, ihre Tante mütterlicherseits Prinzessin Dagmar von Dänemark (später Kaiserin Maria Fjodorowna von Russland) und König Karl XV. von Schweden.
Maud wuchs mit ihren zwei Schwestern relativ unbefangen auf. Die Prinzessin war das Lieblingskind ihres Vaters und galt als sehr übermütig und lebhaft. Früh zählten das Reiten und der Sport allgemein zu ihren Hobbys. Die burschikose Maud wurde innerhalb der Familie auch Harry genannt. Diesen Spitznamen erhielt sie nach Admiral Henry Keppel, einem Freund Eduards, der das Verhalten seines Freundes im Krimkrieg als überaus mutig bezeichnet hatte. Gemeinsam mit ihren Schwestern und der Mutter besuchte sie ihre Großeltern jedes Jahr in Dänemark. Später begleitete sie ihre Mutter auf Kreuzfahrten nach Norwegen und dem Mittelmeer. Sie war eine der Brautjungfern auf der Hochzeit ihrer Tante Beatrice mit dem Prinzen Heinrich Moritz von Battenberg im Jahre 1885 und 1893 bei der ihres Bruders George und Prinzessin Maria von Teck.
1887 verlieh Queen Victoria ihren drei Enkeltöchtern Louise, Victoria und Maud den Order of the Crown of India. Außerdem erhielt sie den Royal Order of Victoria and Albert erster Klasse und war Trägerin des Malteserordens.

## Heirat und Leben bis zur Krönung

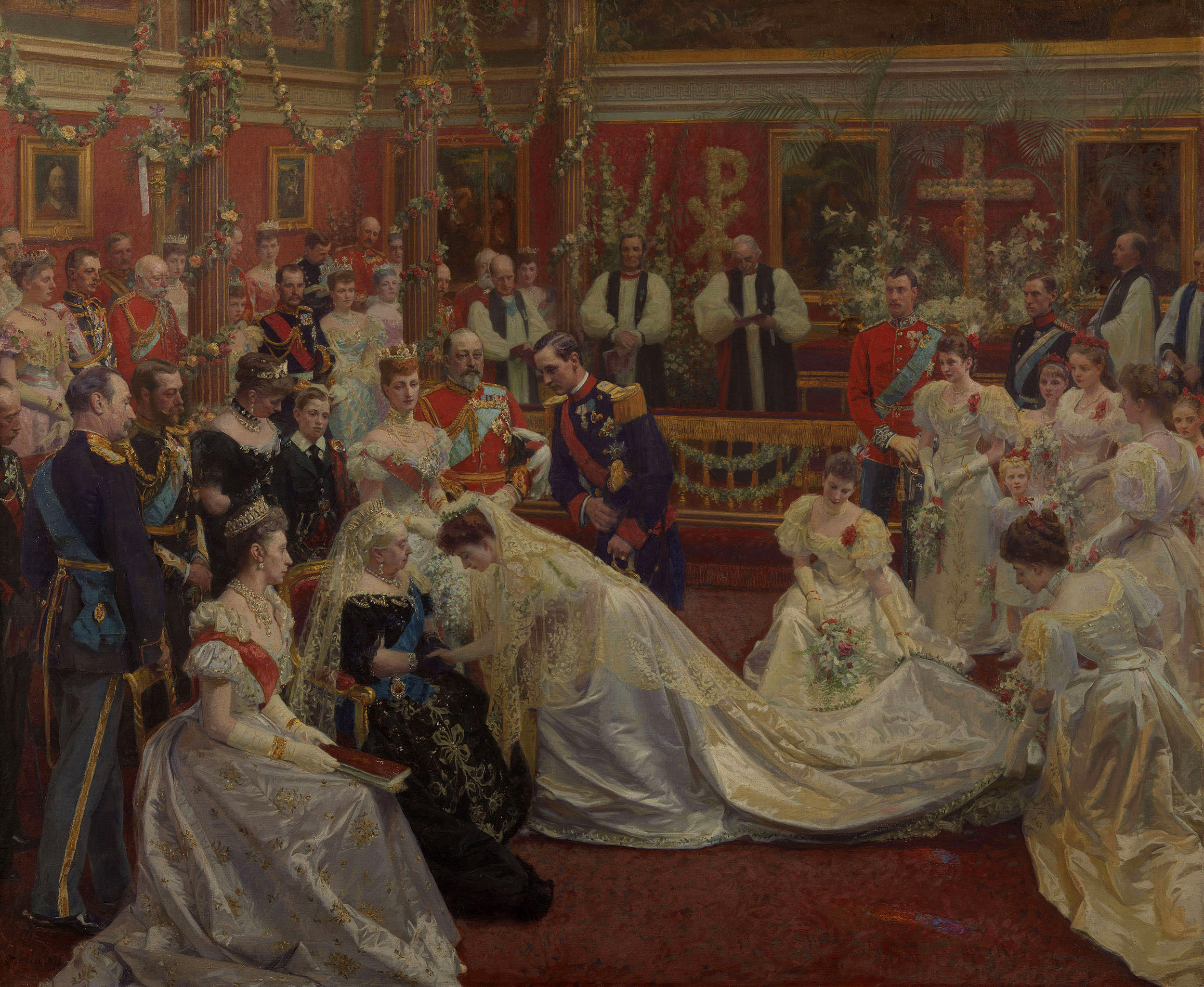
Die Hochzeit von Prinzessin Maud und Prinz Carl von Dänemark, gemalt von Laurits Tuxen (1897)

Maud heiratete für ihren Stand recht spät. Ursprünglich stand eine Heirat mit Prinz Francis von Teck im Raum, dem Bruder ihrer Schwägerin Maria. Francis verlor viel Geld bei Glücksspielen und Pferdewetten und steckte in ständigen finanziellen Nöten. Die Heirat mit einer Prinzessin aus dem britischen Hochadel hätte für ihn durchaus vorteilhaft sein können, doch er war daran nicht interessiert.
Am 22. Juli 1896 heiratete sie in der Kapelle des Buckingham Palace ihren Cousin ersten Grades, Prinz Carl von Dänemark (1872–1957). Er war der Sohn ihres Onkels Kronprinz Friedrich, des späteren Friedrich VIII., sowie der Kronprinzessin Louise und ebenfalls Enkel des dänischen Königs Christian IX. Der Brautvater stellte dem Paar für seine Aufenthalte in Großbritannien Appleton House auf dem Gelände des Sandringham Estate zur Verfügung. Am 2. Juli 1903 wurde ihr einziges Kind, Prinz Alexander (1903–1991), geboren. Prinz Carl war Leutnant in der dänischen Marine und so lebten sie bis 1905 in Dänemark.
Im Jahr 1905 zerbrach die norwegisch-schwedische Staatenunion, und Norwegen erklärte sich unabhängig. Ein Komitee wählte daraufhin Carl als Königskandidaten aus. Nach einem Referendum stimmten 79 Prozent der wahlberechtigten Bevölkerung Norwegens für eine konstitutionelle Monarchie, und Carl erhielt am 18. November offiziell die norwegische Königswürde.
Am 25. November 1905 erreichte die Königsfamilie an Bord der Yacht Dannebrog die norwegische Hauptstadt Kristiania (Oslo), wo Carl seinen Eid auf die Verfassung leistete. Am 22. Juni 1906 wurden Maud und Carl im Trondheimer Nidaros-Dom gekrönt. Von da an trug Carl den Namen Haakon VII.

## Königin von Norwegen

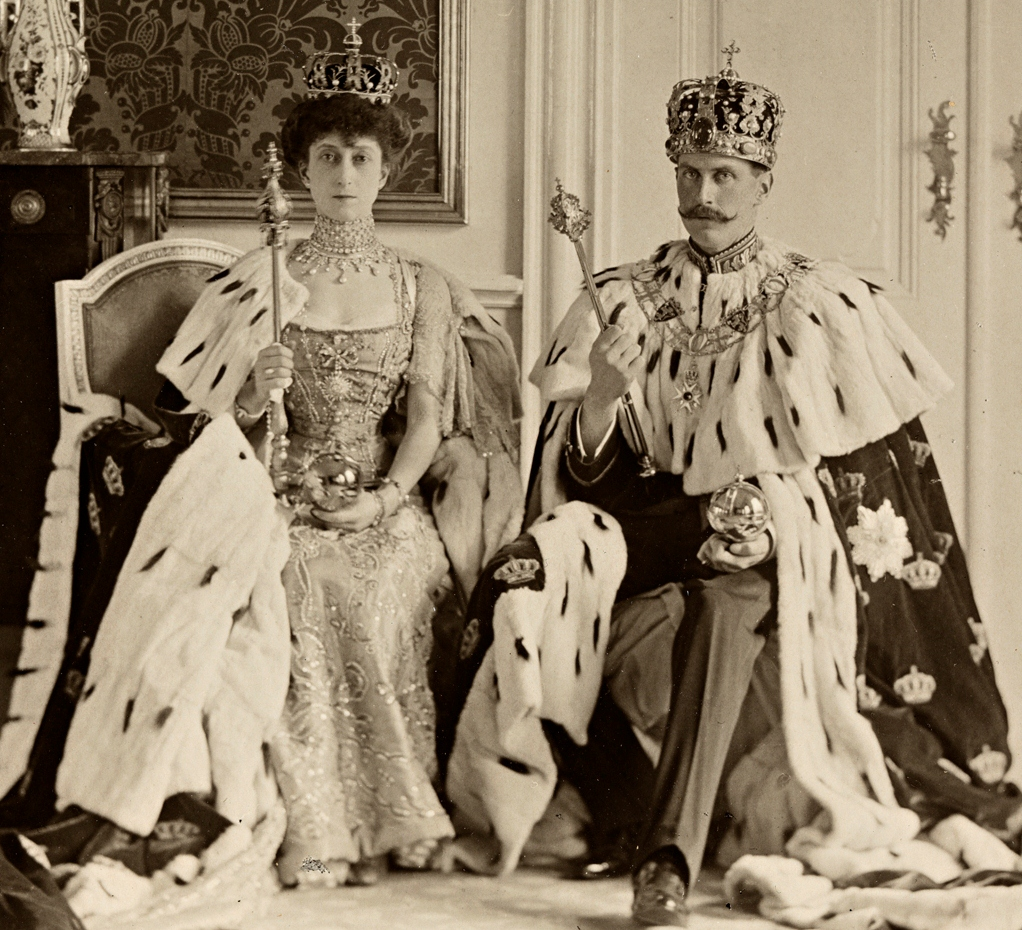
Maud und Haakon am Krönungstag 1906

Maud gewöhnte sich schnell an ihre neue Position als Königin. Sie spielte eine starke und dominante Rolle am Hof und in der Familie, aber eine diskrete in der Öffentlichkeit.
Während der ersten Jahre in Norwegen ließ sich das Königspaar in norwegischer Tracht fotografieren und übte den Nationalsport aus, Skifahren. Dies sollte auch ihr Ansehen in der Öffentlichkeit verbessern. Auch das Tragen von gebrauchter Kleidung und altem Schmuck der Königin trug dazu bei. Maud wurde bald auch karitativ tätig. Sie unterstützte gemeinnützige Zwecke, insbesondere wollte sie Tieren und Kindern helfen. Viel Ermutigung spendete sie bei ihrer Arbeit Künstlern und Musikern. Zu ihren Projekten zählte der Dronningens Hjelpekomité (Hilfsausschuss der Königin) im Ersten Weltkrieg. Die Königin unterstützte Feministinnen wie Katti Anker Møller und deren Projekte wie ein Haus für schwangere und unverheiratete Mütter. Maud erledigte ihre Aufgaben gewissenhaft und mit großer Sorgfalt.
Trotz des Umstandes, dass sie nun in Norwegen lebte, bezeichnete sie Großbritannien weiterhin als ihre wahre Heimat und besuchte ihre Familie dort jedes Jahr. Während ihrer Besuche wohnte sie in Appleton House. Sie zog es dennoch vor, ihren Sohn auf Norwegisch zu erziehen, und lernte selbst Skifahren. In der Öffentlichkeit wurde sie als reserviert beschrieben, im Privatleben blühte sie förmlich auf und spielte gerne den einen oder anderen Streich. In die Politik mischte sie sich nie ein, auch übte sie keinen großen Einfluss auf ihren Mann aus.

## Tod

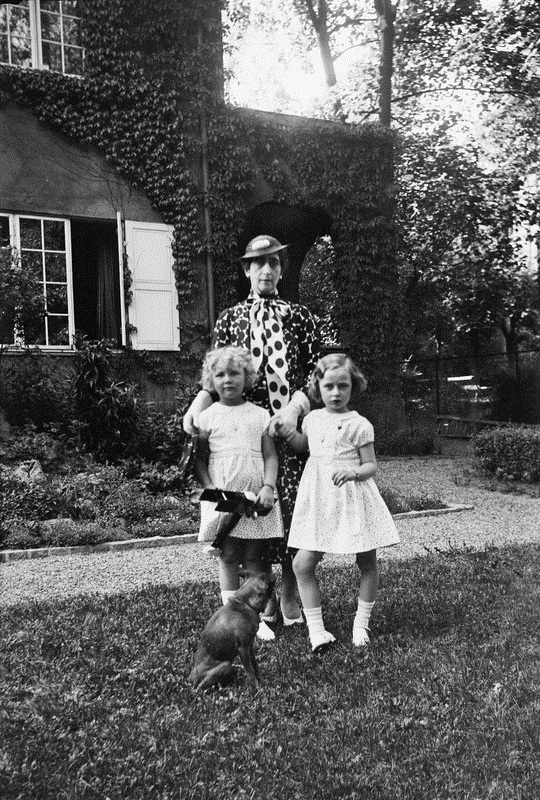
Königin Maud mit ihren Enkelinnen Astrid und Ragnhild, um 1935

Ihren letzten öffentlichen Auftritt hatte sie bei der Krönung ihres Neffen König Georg VI. in der Westminster Abbey im Mai 1937. Im Oktober 1938 kam Maud für einen Besuch nach Großbritannien. Am Anfang war sie in Sandringham geblieben, zog dann aber in ein Hotel im Londoner West End. Sie wurde krank und wurde in ein Pflegeheim gebracht, wo am 16. November 1938 eine Operation an ihrem Bauch durchgeführt wurde. König Haakon war direkt zu ihr nach London gereist. Obwohl sie die Operation überlebte, starb Königin Maud am 20. November 1938, kurz vor ihrem 69. Geburtstag an Herzschwäche. Sie wurde im königlichen Mausoleum des Schlosses Akershus beigesetzt.
Nach ihr sind das Königin-Maud-Land, das Königin-Maud-Gebirge, der Maud Rise (mittelbar), der Maud Seamount (mittelbar) und das Maud-Subglazialbecken (mittelbar) in der Antarktis sowie der Queen Maud Gulf in der Arktis benannt. Außerdem trägt ihre Ururenkelin Maud Behn, Tochter von Prinzessin Märtha Louise, ihren Namen.

## Titel
- 6. November 1869 – 22. Juli 1896: Her Royal Highness Princess Maud of Wales
- 22. Juli 1896 – 18. November 1905: Hendes Kongelige Højhed Prinsesse Maud af Danmark
- 18. November 1905 – 20. November 1938: Hennes Majestæt Dronning Maud av Norge (Bokmål) bzw. Hennar Majestæt Dronning Maud av Noreg (Nynorsk)

## Weblinks

Wappen von Prinzessin Maud